# Sofía Mulánovich
Sofía Mulánovich Aljovín (Punta Hermosa, Lima, 24 de Junho de 1983) é uma surfista profissional peruana. Ela foi a primeira peruana a vencer uma etapa da Liga Mundial de Surfe, e a primeira sul-americana a sagrar-se campeã mundial de surfe, em 2004.

## Conquistas
| Vitórias em etapas da Liga Mundial de Surfe |                         |                        |                    |
| Ano                                         | Evento                  | Praia                  | País               |
| 2004                                        | Roxy Pro Fiji           | Tavarua                | Fiji               |
| 2004                                        | Billabong Pro Tahiti    | Teahupoo, Tahiti       | Polinésia Francesa |
| 2004                                        | Roxy Jam                | Anglet                 | França             |
| 2005                                        | SPC Fruit Pro           | Bells Beach, Victoria  | Austrália          |
| 2005                                        | Roxy Pro Fiji           | Tavarua                | Fiji               |
| 2005                                        | Roxy Pro England        | Cornwall               | Inglaterra         |
| 2007                                        | Rip Curl Girls Festival | Santander              | Espanha            |
| 2007                                        | Roxy Pro                | Sunset Beach, Hawaii   | Estados Unidos     |
| 2008                                        | Roxy Pro Gold Coast     | Gold Coast, Queensland | Austrália          |
| 2009                                        | Movistar Peru Classic   | Lobitos                | Peru               |

## Filmografia
| Texto do cabeçalho | Texto do cabeçalho     | Texto do cabeçalho |
| ------------------ | ---------------------- | ------------------ |
| 2001               | *7 Girls               |                    |
| 2003               | *The Modus Mix         |                    |
| 2006               | Peel: The Peru Project | Surfista           |
| 2006               | Sofia: A Documentary   | Ela Mesma          |